# 新普利茅斯 (愛達荷州)
新普利茅斯（英語：New Plymouth）是一個位於美國愛達荷州佩埃特縣的城市。

## 地理
新普利茅斯的座標為43°58′14″N 116°49′14″W / 43.97056°N 116.82056°W，而該地的平均海拔高度為690米（即2260英尺）。

## 人口
根據2010年美國人口普查的數據，新普利茅斯的面積為1.78平方千米，均為陸地。當地共有人口1538人，而人口密度為每平方千米864.04人。